# Steinweg 28 (Quedlinburg)

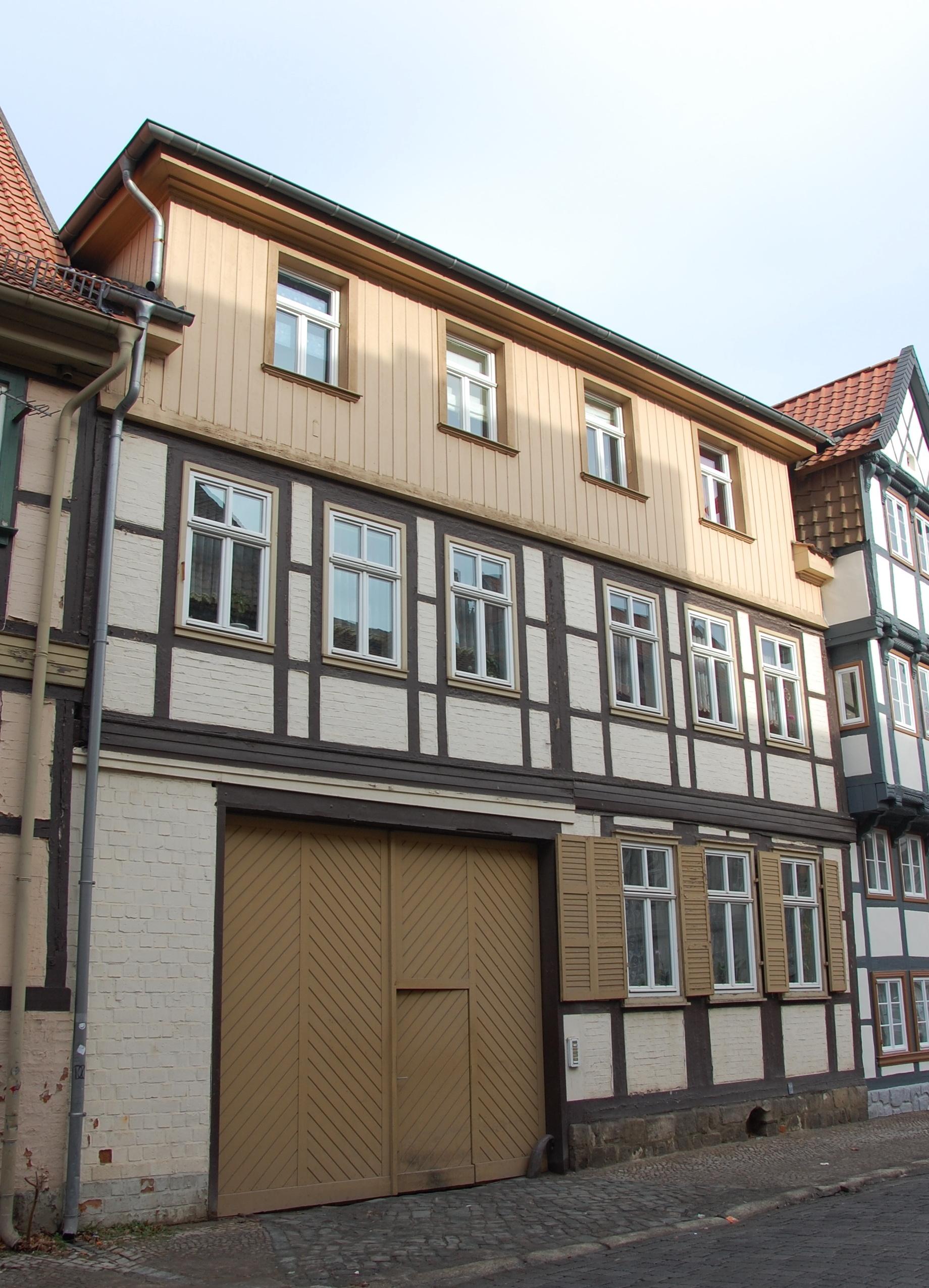
Steinweg 28

Das Haus Steinweg 28 ist ein denkmalgeschütztes Gebäude in der Stadt Quedlinburg in Sachsen-Anhalt.

## Lage
Es befindet sich in der historischen Quedlinburger Neustadt auf der Nordseite des Steinwegs. Westlich grenzt das gleichfalls denkmalgeschützte Haus Steinweg 27, östlich das Haus Steinweg 29 an. Im Quedlinburger Denkmalverzeichnis ist es als Ackerbürgerhaus eingetragen.

## Architektur und Geschichte
Zum Anwesen gehört ein straßenseitiges, im 19. Jahrhundert entstandenes, bereits umgebautes Fachwerkhaus. Hinter der im Haus befindlichen Tordurchfahrt besteht der Rest eines Fachwerkhauses aus der zweiten Hälfte des 16. Jahrhunderts. Aus dieser Zeit stammen die Gebäudeteile bis zur Stockschwelle des ersten Obergeschosses. Als Verzierungen finden sich zylindrische Balkenköpfe und Schiffskehlen. Die oberen Stockwerke wurden im 19. Jahrhundert im traditionalistischen Quedlinburger Stil erneuert.